# Taba (Schiff, 1985)
Die Taba war ein ägyptisches RoRo-Fährschiff, das am 5. Juli 2015 kurz nach dem Verlassen des Hafens von Safaga im Roten Meer sank. Bei der Havarie des 30 Jahre alten Schiffes kamen nach bisherigen Angaben keine Personen ums Leben.

## Geschichte
Die RoRo-Frachtfähre Taba war eines von fünf Schwesterschiffen, die von der Neuen Schlichting-Werft in Travemünde entworfen worden waren. Drei der Schiffe entstanden in den Jahren 1980 bis 1985 auf der Schlichting-Werft. Das Typschiff der Serie war die 1980 mit der Baunummer 1413 an die algerische Reederei Compagnie Algero-Libyenne de Transport Maritime (CALTRAM) abgelieferte Tajura. Die ägyptische Staatsreederei Egyptian Navigation Company (ENC) gab 1983 weitere vier Schiffe des Typs in Auftrag, von denen jeweils zwei bei der Schlichting-Werft und zwei bei der Port Said Shipyard in Alexandria gebaut wurden. In der Zeit vom Juni 1984 bis zum Juni 1985 baute die Schlichting-Werft zunächst die im Februar 1985 mit der Baunummer 2011 abgelieferte Taba und die im Juni desselben Jahres mit der Baunummer 2012 folgende Nuweiba. Die Schiffe zählten zu den letzten Neubauten vor der Schließung der Werft im Jahr 1986. Die letzten beiden Schiffe der Viererserie für die ENC wurden mit Material und technischer Beratung von Schlichting-Mitarbeitern in Port Said gebaut – sie kamen 1986 als Ras Mohamed und 1989 als Nuweiba in Fahrt. Alle vier ENC-Schiffe wurden im Mittelmeer und im Roten Meer eingesetzt.

### Verlust im Juli 2015
Das RoRo-Fährschiff verließ am frühen Morgen des 5. Juli den Hafen von Safaga mit 27 Besatzungsmitgliedern und 10 Passagieren, 43 LKW sowie Ladung an Bord auf einer Reise nach Dhiba in Saudi-Arabien. Nach dem Verlassen des Abgangshafens bekam das Schiff Schlagseite und gab nach etwa 20 Seemeilen Fahrt SOS. Die Marinebasis in Safaga sandte drei Schiffe zur Hilfe, die alle Personen an Bord bergen konnten, bevor das Schiff kenterte und sank. Der Grund für das Kentern waren vermutlich falsch gestaute LKW.